# 桑德拉·切卡莱利
珊卓·希凱蕾麗（英語：Sandra Ceccarelli，1967年7月3日—），義大利女演員。

## 生活與生涯
父親弗兰科·切卡雷利是60至70年代義大利搖滾樂團Equipe 84的吉他手，母親珊卓·凡·葛拉瑟菲爾德是哲學家恩斯特·凡·葛拉瑟菲爾德的女兒。希凱蕾麗的電影首秀是16歲時出演朱塞佩·比奇奥尼1985年的電影《秘密秘密》。
從1995至1997年，她從卡洛斯·阿尔西娜和吉奧吉歐·阿爾比基學習演戲。在幾年的劇院生活後，她於2001年重回電影界，並出演埃曼諾·奧爾米的《职业武器》和朱塞佩·比奇奥尼的《穿過你眼神的愛》，她憑後者贏得威尼斯影展最佳女演員獎。
她還於2004年主演比奇奥尼的《愛情對手戲》，並入圍義大利電影金像獎最佳女主角和歐洲電影最佳女主角獎。
她還出演2006年關於畫家古斯塔夫·克林姆的奧地利傳記電影《情慾克林姆》和關於文藝復興時期劇作家馬林·德爾日奇的克羅地亞電影《Libertas》。

## 外部鏈接
- 桑德拉·切卡莱利在互联网电影资料库（IMDb）上的資料（英文）